# الپی، یوجار
الپی (به لاتین: Alpı) یک منطقهٔ مسکونی در جمهوری آذربایجان است که در شهرستان اوجار واقع شده‌است.

## خصوصیات
الپی ۱٬۲۱۵ نفر جمعیت دارد.